# 大阪市電10系統
大阪市電10系統は、かつて大阪市交通局が経営していた大阪市営電気鉄道（大阪市電）の運転系統（1959年（昭和34年）当時） 及び、その路線名。

## 概要
- 所属車庫：都島車庫
- 色別：■

## 駅一覧
| 駅名           | 接続路線 | 道路名                          | 所在地 | 所在地 |
| -------------- | --- | ------------------------------- | ------ | ------ |
| 守口           | | 国道1号線                       | 大阪府 | 守口市 |
| 太子橋         | | 国道1号線                       | 大阪府 | 大阪市 |
| 今市町         | | 城北公園通 大阪市道中津太子橋線 | 大阪府 | 大阪市 |
| 大宮小学校前   | | 城北公園通 大阪市道中津太子橋線 | 大阪府 | 大阪市 |
| 大宮町         | | 城北公園通 大阪市道中津太子橋線 | 大阪府 | 大阪市 |
| 城北公園前     | | 城北公園通 大阪市道中津太子橋線 | 大阪府 | 大阪市 |
| 生江町         | | 城北公園通 大阪市道中津太子橋線 | 大阪府 | 大阪市 |
| 赤川町三丁目   | | 大阪市道赤川天王寺線            | 大阪府 | 大阪市 |
| 赤川町一丁目   | | 大阪市道赤川天王寺線            | 大阪府 | 大阪市 |
| 高倉町三丁目   | | 大阪市道赤川天王寺線            | 大阪府 | 大阪市 |
| 高倉町二丁目   | | 大阪市道赤川天王寺線            | 大阪府 | 大阪市 |
| 高倉町一丁目   | | 大阪市道赤川天王寺線            | 大阪府 | 大阪市 |
| 都島本通       | 大阪市電：都島中通方面 | 都島通 大阪市道大阪環状線       | 大阪府 | 大阪市 |
| 都島車庫前     | | 都島通 大阪市道大阪環状線       | 大阪府 | 大阪市 |
| 淀川           | | 都島通 大阪市道大阪環状線       | 大阪府 | 大阪市 |
| 長柄国分寺     | | 都島通 大阪市道大阪環状線       | 大阪府 | 大阪市 |
| 天神橋筋六丁目 | 大阪市電：天神橋筋五丁目・天神橋筋七丁目方面 京阪神急行電鉄：千里山線 阪神電気鉄道：北大阪線                                                  | 都島通 大阪市道大阪環状線       | 大阪府 | 大阪市 |
| 浮田町         | | 都島通 大阪市道大阪環状線       | 大阪府 | 大阪市 |
| 中崎町         | | 都島通 大阪市道大阪環状線       | 大阪府 | 大阪市 |
| 阪急東口       | | 都島通 大阪市道大阪環状線       | 大阪府 | 大阪市 |
| 大阪駅前       | 大阪市電：梅田新道方面 大阪市営地下鉄：1号線 日本国有鉄道：東海道本線・城東線 京阪神急行電鉄：神戸本線・宝塚本線・京都本線 阪神電気鉄道：本線 |                                 | 大阪府 | 大阪市 |
| 桜橋           | 大阪市電：梅田新道・出入橋方面 | 四つ橋筋                        | 大阪府 | 大阪市 |
| 堂島中町       | | 四つ橋筋                        | 大阪府 | 大阪市 |
| 肥後橋         | 大阪市電：淀屋橋・江戸堀北通二丁目方面 | 四つ橋筋                        | 大阪府 | 大阪市 |